# مسابقات فوتبال زنان زیر ۱۶ سال آسیا

لگوی مسابقات فوتبال زنان زیر ۱۶ سال آسیا

مسابقات فوتبال زنان زیر ۱۶ سال آسیا (به انگلیسی: AFC U-16 Women's Championship) یکی از تورنمنت‌هایی است که تحت نظر کنفدراسیون فوتبال آسیا برگزار می‌شود. این رقابتها بین تیم‌های ملی زیر ۱۶ سال زنان است. این مسابقات در سال ۲۰۰۵ تأسیس شد و زمان برگزاری آن سال‌های فرد می‌باشد. تیم ملی ایران دو بار در سال‌های ۲۰۱۳ و ۲۰۱۵ در این مسابقات حضور داشته‌است.